# Iva Toguri D'Aquino
Iva Ikuko Toguri (戸栗郁子 アィバ), född 4 juli 1916 i Los Angeles, död 26 september 2006, var känd som radioprofilen Tokyo Rose som sände propaganda från Radio Tokyo riktad till de allierade soldaterna i stillahavskriget under andra världskriget. Efter Japans kapitulation dömdes Iva för förräderi. 1976 bevisade undersökande journalister att nyckelvittnen i rättegången hade tvingats att ljuga och 1977 benådades hon av president Gerald Ford.

## Unga år
Iva föddes i Los Angeles som dotter till japanska immigranter. Fadern kom till USA 1899 och modern 1913. Iva Tugori var flickscout och uppfostrades som metodist. Hon studerade vid universitetet UCLA i zoologi. Därefter arbetade hon i föräldrarnas affär.
5 juli 1941 reste hon till Japan för att besöka en släkting och för möjligheten att studera medicinsk vetenskap. Väl i Japan ansökte Iva om att få ett pass, istället för det identitetsbevis hon fått, för att kunna återvända till USA men ärendet hann inte behandlas innan attacken mot Pearl Harbor.

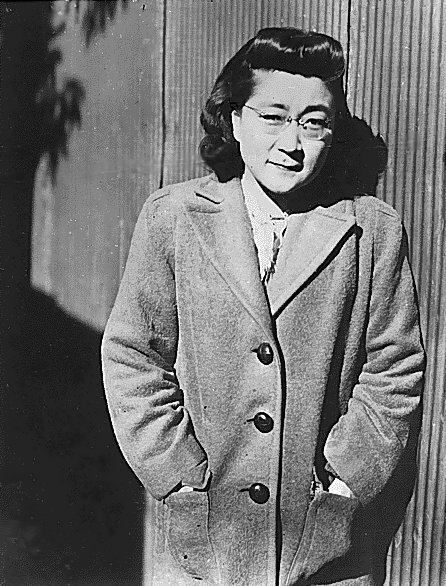
Iva Toguri utanför Radio Tokyo 1944

## Japansk radio
När USA blandade sig i stillahavskriget krävde japanska regeringen att Iva Tugori skulle avsäga sig amerikanska medborgarskap men hon vägrade. Hon förklarades som utländsk fiende och fick inga ransoneringskort. För att kunna överleva tog hon jobb på en nyhetsbyrå som maskinskriverska och arbetade snart med liknande arbetsuppgifter på Radio Tokyo.
1943 valde allierade krigsfångar henne för att göra korta inslag i radioprogrammet Zero Hour. En australisk major och krigsfånge, Charles Cousens hade under tortyr tvingats bli chef för propagandasändningarna mot de allierade. Han och hans assistent, kapten Wallace Ince (US Army) hade blivit bekanta med Iva när hon smugglade mat till allierade krigsfångar i ett fångläger. Hon vägrade att göra något som talade illa om USA och därför lovade Cousens att inte skriva något sådant manuskript åt henne. Under de 370 sändningar som Iva Toguri medverkade i höll Cousens sitt löfte.
Toguri medverkade i sketcher och presenterade populär amerikansk musik och kallade sig aldrig Tokyo Rose utan istället Orphan Anne eller Little Orphan Anne. Smeknamnet Tokyo Rose var något som de allierade kom att ge alla de olika kvinnor som sände propaganda från Japan. Iva tjänade cirka 150 yen per månad men fortsatte ändå att ta lite av det för att fortsätta smuggla mat till krigsfångar. 
19 april 1945 gifte sig Iva Toguri med den japansk-portugisiska Felipe D'Aquino och konverterade till katolicismen. De gifte sig på den portugisiska ambassaden i Tokyo men Iva vägrade ge upp sitt amerikanska medborgarskap till förmån för makens.

## Efter kapitulationen

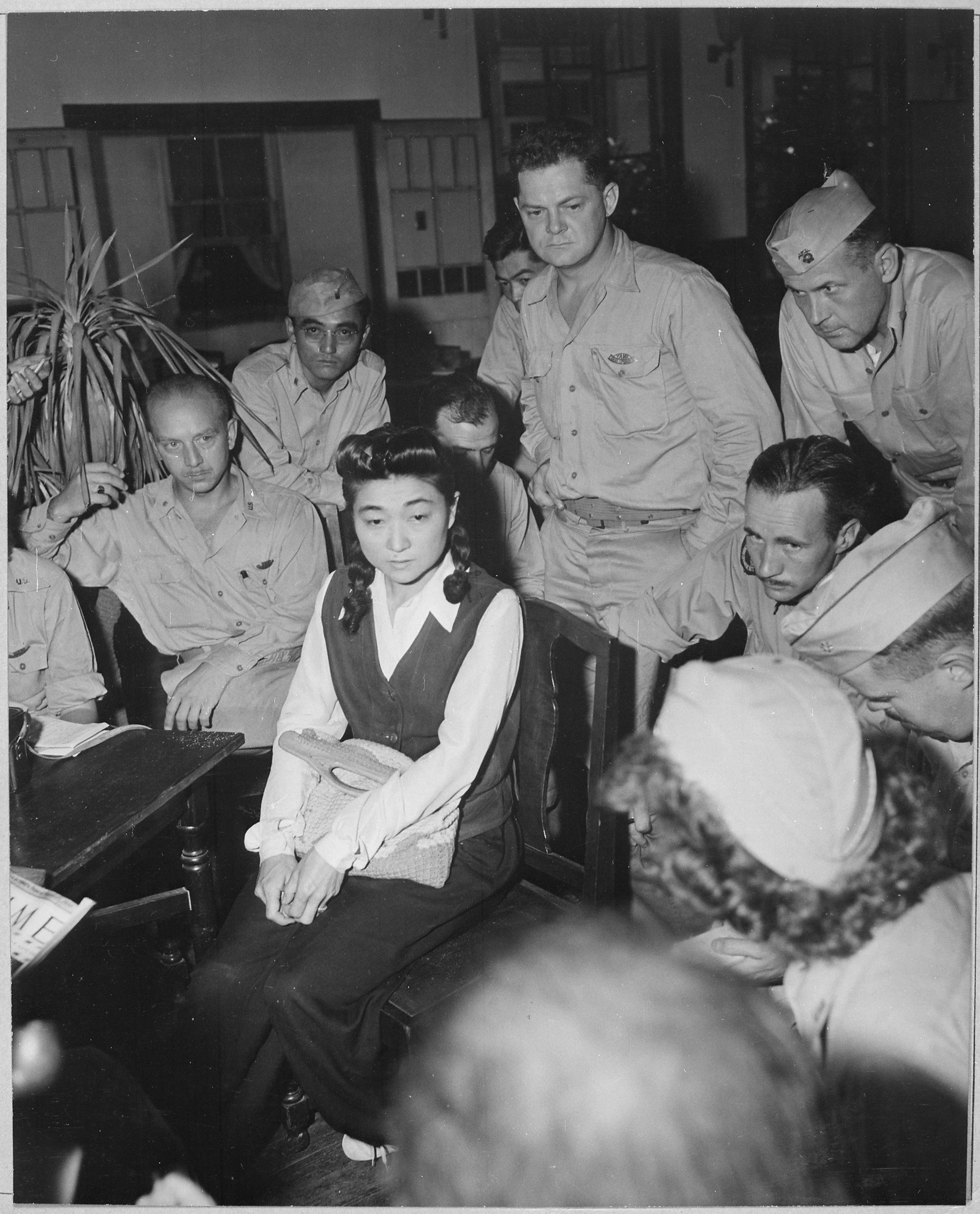
Iva Toguri D'Aquino intervjuas efter kriget, 1945

Iva Toguri D'Aquino blev arresterad 5 september 1945 men varken FBI eller general Douglas MacArthurs stab kunde finna att Iva hade hjälp axelmakterna mot de allierade. Dessutom skrev australiska och amerikanska krigsfångar brev till de allierades högkvarter där de gav Iva sitt stöd.
Hon begärde att få återvända till USA för att där få föda sitt barn men blev motarbetad. Sonen föddes i Japan men dog kort därefter. Kort efter sonens död arresterades Iva Toguri igen av amerikanska militärpolisen och sändes till San Francisco.  
Iva Toguri D'Aquino anklagades på åtta punkter för förräderi. I vad som skulle bli dåtidens längsta och dyraste rättegång kallade åklagarsidan 46 vittnen och dessutom fanns lådor med inspelade radioprogram i rättssalen. Ingen av inspelningarna användes dock som bevis för juryn av någondera sidan. 29 september 1949 fanns Iva Toguri D'Aquino skyldig på en av punkterna i åtalet och dömdes till tio års fängelse och 10 000 USD i böter. Hon frigavs redan 28 januari 1956 efter sex år och två månader varvid hon flyttade till Chicago.

## Senare liv
I Chicago började Iva arbeta i sin fars affär som han öppnade 1943 då familjen flyttat dit. Efter rättegången tvingades hennes man, som kommit till USA som försvarets vittne i rättegången, att flytta tillbaka till Japan. Han förklarades som  icke önskvärd och på grund av rädsla för att inte få återvända till USA kunde Iva inte följa efter. 1980 återtog Iva Toguri D'Aquino sitt flicknamn och när Felipe D'Aquino dog 1996 hade de aldrig återsett varandra. Iva arbetade kvar på sin fars affär ända fram till sin död 2006. Hon ligger begravd på Montrose Cemetery i Chicago.

## Benådningen
1976 fann några reportar på Chicago Tribune bevis för att Kenkichi Oki och George Mitsushio, två av åklagarsidans viktigaste vittnen, hade begått mened under Ivas rättegång. De uppgav att de hade blivit hotade av amerikanska ockupationsstyrkorna och FBI och hade instruerats vad de skulle säga bara timmar innan rättegången. Detta bekräftades även av Morley Safer på 60 Minutes. Därför beslöt dåvarande president Gerald Ford att ge Iva Toguri ovillkorlig nåd.